# تتي
الملك تتي هو أول فراعنة الاسرة السادسة، ويذكر مانيتون أن اصله من منف. انصرف تتي عن كهنة رع، واهتم بعباده بتاح المقدس في منف. ويبدو أنه تعرض في نهايه حياته لمؤامرة من قبل افراد البيت المالك أودت بحياته. خلفه في الحكم أوسر كا رع الذي لم يستمر في الحكم أكثر من أربع سنوات. كما أهملته النقوش القديمة فلم يخلف وراءه اثاراً.

## عائلته
الفرعون تتي مؤسس الأسرة السادسة في مصر لم ينشأ من العائلة الملكية. فقد تولى الحكم نظرا لزواجه من الملكة إيبوت الأولى، ِإحدى بنات الفرعون أوناس. وكان أوناس أخر حكام الأسرة الخامسة.
يعتقد ان تيتي كان إبنا ل «شبس إبوبتاح» وامه «سششت» وربما كان له أخ اسمه ميحو. وتزوج تتي من زوجتين بخلاف إيبوت الأولى، أحداهما «خويت الثانية» والأخرى غير معروف اسمها بالضبط ومن المحتمل أنها كانت «خنتكاوس الرابعة».
وأنجب تيتي من زوجته إيبوت الأولى ابنه بيبي الأول الذي اعتلي العرش فيما بعد. كما أنجب تتي تسع بنات لا تعرف أسماء امهاتهن بالضبط، وأشهرهن: «سششت وعتت حتحور» (زوجة الوزير مريروكا) و «إنتي»، و «نبت أنوبخت سششت».
الاسم الحوري له يعني «محقق السلام للقطرين» (الوجه البحري والوجه القبلي في مصر)، مما يشير إلى أنه قام بتقوية ترابط الدولة.

## فترة حكمه
عدد السنوات التي حكمها تيتي ليس معروفا تماما. لا تذكر بردية تورينو التي كتبت في عهد الدولة الحديثة عدد السنوات التي حكمها. ولكن الكاهن والمؤرخ المصري مانيتون الذي عاش في القرن الثالث قبل الميلاد ينسب إليه فترة حكم 33 سنة. ولكن يختلف المؤرخون في تفسير المصادر المختلفة عن فترة حكم تتي، ومما هو مرجح انه كان فرعونا لمصر مدة بين 13 إلى 23 سنة.,.
وقد عمل عدد كبير من الوزراء خلال حكم تيتي: "كاجيمني" ومريروكا، وخنوم نتي، و: نفر سخ إم رع"، و "نفر سخ إم بتاح". و "عنخ ما حور "، و "خنتي كاي".

## منشآته

### هرم تتي

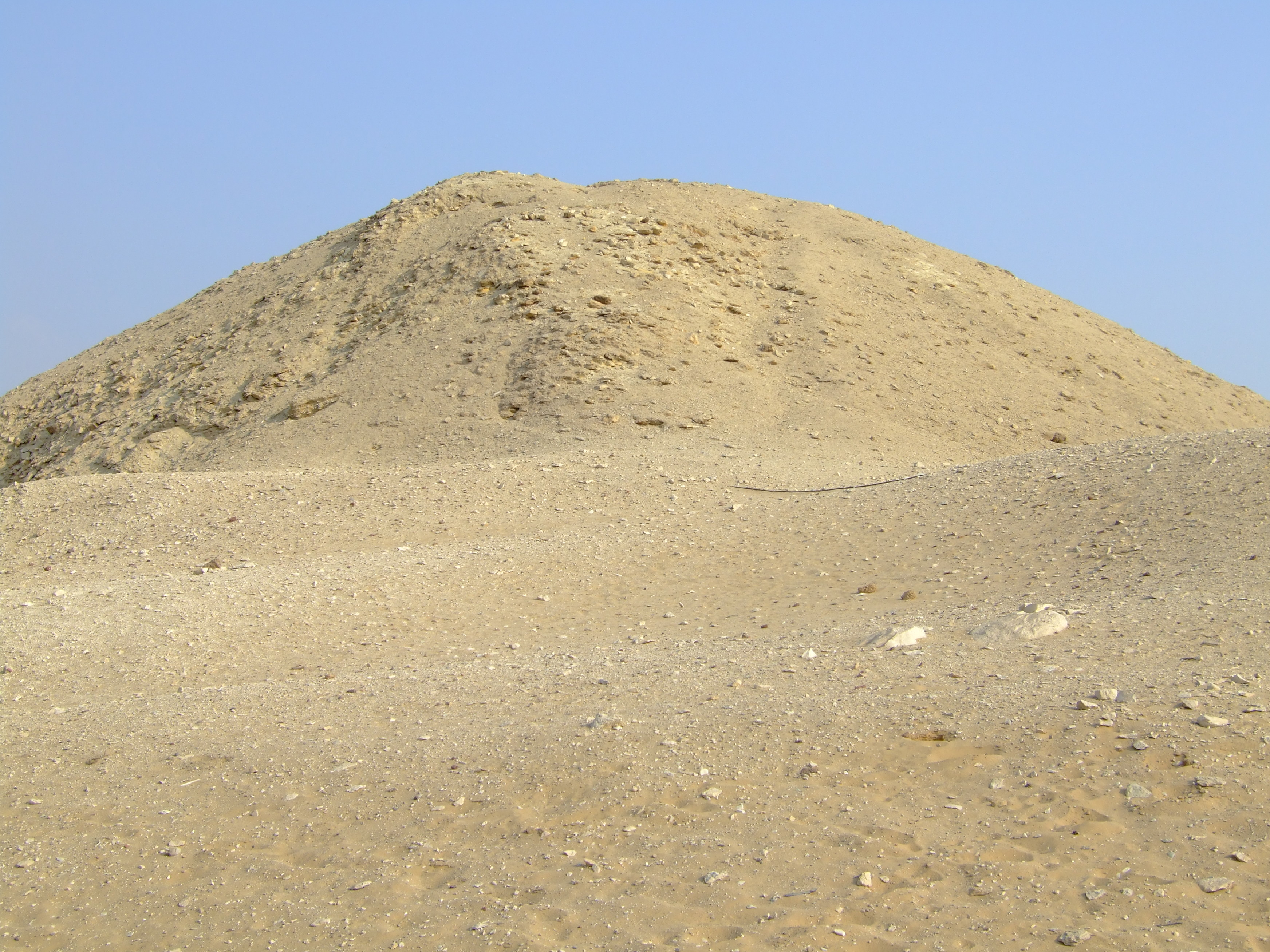
هرم تيتي في سقارة.

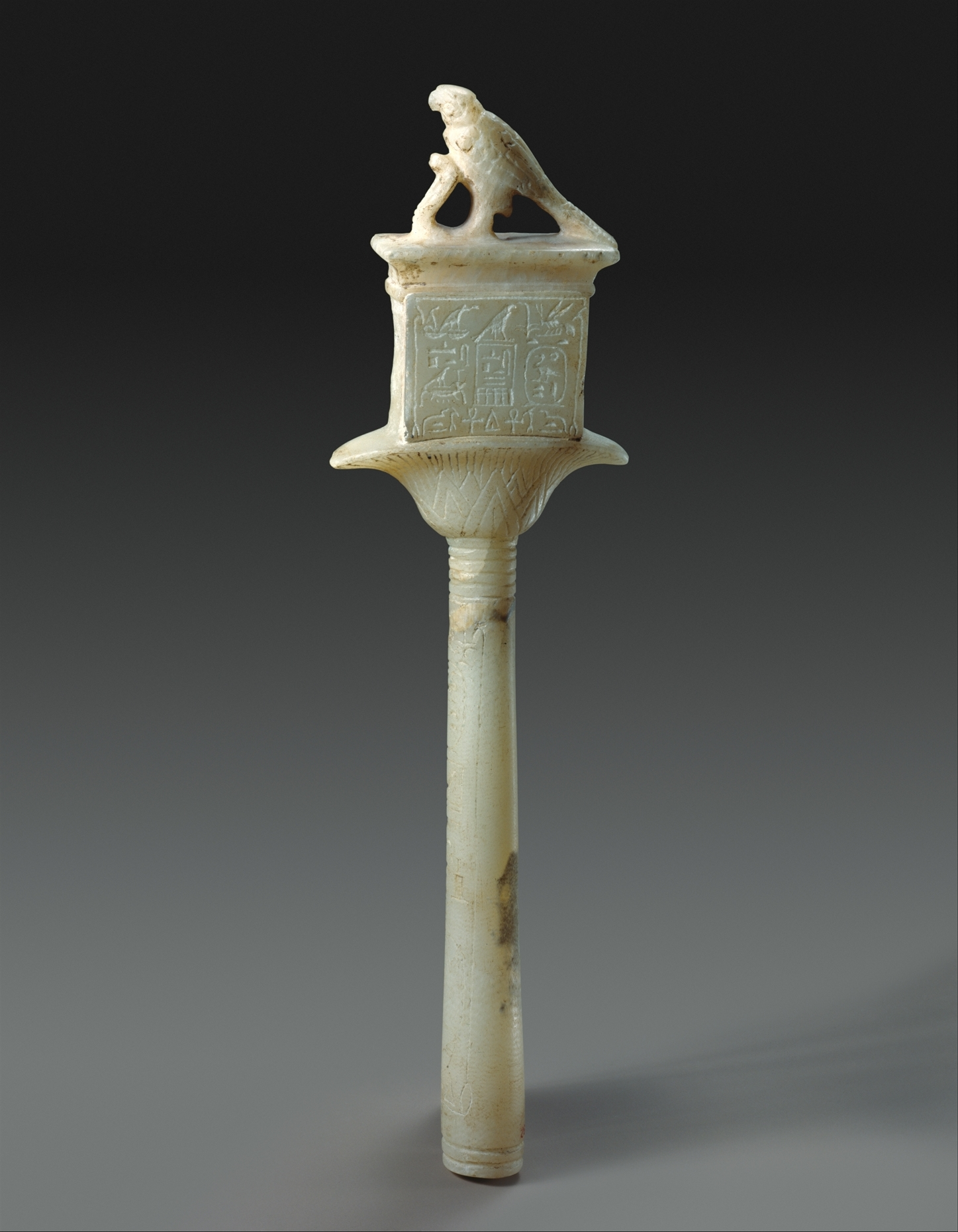
شخشيخة منقوش عليها اسم تيتي.

بنى تيتي لنفسه هرما في سقارة. وتبلغ مقاييس هرم تتي 78,8 متر × 78,8 متر وكان ارتفاعه 52 مترا. وهو الآن أصبح مهدّما مثل ما يجاوره من أهرامات الملكات. عثر في أحد أهرامات الملكات على مومياء الملكة إيبوت الأولى في تابوت من الخشب. جدران الغرف الداخلية لهرم تتي مغطاة بأحجار رملية وأحجار جرانيت، وعليها نصوص من نصوص الأهرام، التي تصف رحلة الفرعون المتوفي في العالم الآخر.

### آثار أخرى
عثر في عين شمس مؤخرا على مسلة مكسورة للفرعون تيتي.

## تماثيله

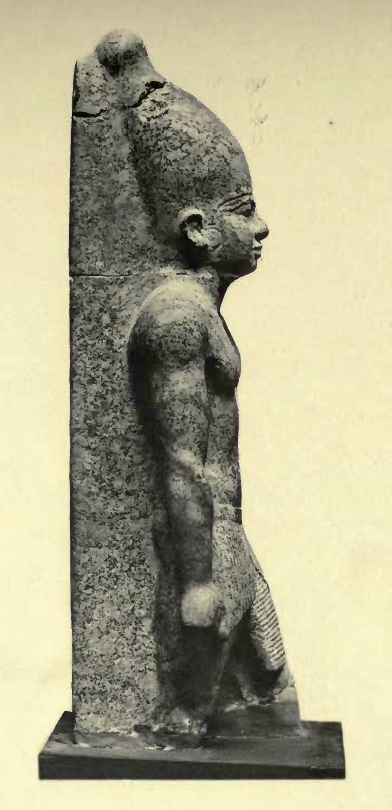
تمثال تتي من الجانب (Kairo JE 39103) بالمتحف المصري.

التمثال المجسم الوحيد المعروف لتتي أكتشفه «جيمس كيبل» أثناء حفرياته في عام 1907/1906 في سقارة، في منطقة تقع شرقا من هرمه، حيث وجد في مقبرة تحت الأرض. يوجد هذا التمثال الآن في المتحف المصري بالقاهرة وأعطي له الرقم (Inv.-Nr. JE 39103). التمثال مشكل من الجرانيت الأحمر ويبلغ طول جزئه السليم 74 سنتيمتر. ولم يعثر على الجزء السفلي من هذا التمثال من تحت الركبة. ويستند تمثال الملك على عمود من جهة ظهره حيث يظهر الملك متقدما برجله اليسرى. وذراعاه ممتدان بجانب جسمه ويداه قابضتان.
يرتدي الملك ثوبا قصيرا ويعلو رأسه التاج الأبيض المميز لصعيد مصر. العينان والحاجبان مشكلان بعناية، ويبدو ان التمثال كان دون ذقن.
لا يوجد على التمثال اسم تتي (حيث كان اسم الملك يكتب عادة على قاعدة التمثال). واعتبره عالم الآثار «كيبل» أنه قد يكون تمثالا ل مري كا رع من الفترة الانتقالية الأولى. وانتساب التمثال إلى الفرعون تتي كان من الباحث «وليام سميث» على أساس عدة شواهد: أولا، مكان وجود التمثال الذي عثر عليه بالقرب من هرم تيتي. ومن جهة أخرى فإن درجة اتقان صناعة التمثال كانت أعلى من جودة صناعة التماثيل خلال الفترة الانتقالية الأولى.

## موته
طبقا لما جاء عن الكاهن والمؤرخ المصري مانيتو من القرن الثالث قبل الميلاد أغتيل تتي من حراسه خلال تمرد عليه. وربما كان ذلك سببا في اعتلاء أوسر كا رع الذي كان في مرحلة ما وزيرا (تياتي) للفرعون تتي. ولم يعتلي بيبي الأول ابن تتي عرش مصر إلا بعد وفاة أوسر كا رع.

## ذكرى تتي في مصر القديمة
ظهرت قصة خلال دولة مصرية وسطى ودولة مصرية حديثة غير كاملة من «نفر كا رع» و «سازينت» أن روح الملك تتي ظهرت له - وهو قائد الجيش سازينت - في جبانة منف. ولكن نص تلك القصة غير مكتمل تماما، ولا نعرف عنها أي تفاصيل أخرى.
مع بدء أسرة مصرية ثامنة عشر كتبت بردية إبيرس الطبية. وتلك البردية تذكر في القسم 468 (العمود 66، سطر 15 - 18) وصفة طبية لعقار يطوّل الشعر - وان صاحبة العقار هي «سيشيسخت» أم الفرعون تتي (مذكورة في البردية باسم سيش).

## وصلات خارجية
- تاريخ وحضارة مصر القديمة: الملك تتي[وصلة مكسورة].
- فيديو لهرم الفرعون تتي من الداخل.